# Liste der Naturdenkmale in Oberwiera
Die Liste der Naturdenkmale in Oberwiera nennt die Naturdenkmale in Oberwiera im sächsischen Landkreis Zwickau.

## Definition
„Naturdenkmäler sind rechtsverbindlich festgesetzte Einzelschöpfungen der Natur oder entsprechende Flächen bis zu fünf Hektar, deren besonderer Schutz erforderlich ist
1. aus wissenschaftlichen, naturgeschichtlichen oder landeskundlichen Gründen oder
2. wegen ihrer Seltenheit, Eigenart oder Schönheit.“

„§ 18 – Naturdenkmäler – (zu § 28 BNatSchG)
(1) Die Erklärung nach § 22 Abs. 1 BNatSchG von Teilen von Natur und Landschaft als Naturdenkmal erfolgt durch Rechtsverordnung oder Einzelanordnung.
(2) Über § 28 Abs. 1 BNatSchG hinaus können Naturdenkmäler zur Sicherung von Lebensgemeinschaften oder Lebensstätten von im Bestand gefährdeten oder streng geschützten Arten festgesetzt werden.“

## Liste
In Oberwiera sind 2020 lediglich drei Einzel-Naturdenkmale (ND) bekannt.
Link zu einem Kartenansichtstool, um Koordinaten zu setzen.
| Bild                          | Bezeichnung    | Lage                                         | Beschreibung                                         | Datum | Nummer |
| ----------------------------- | -------------- | -------------------------------------------- | ---------------------------------------------------- | ----- | ------ |
| mehr Fotos \| Fotos hochladen | Schwarz-Kiefer | Oberwiera (50° 53′ 31,7″ N, 12° 32′ 17″ O)   | Standort im Straßendreieck der Hauptstraße.          | 1956  |        |
| mehr Fotos \| Fotos hochladen | Stieleiche     | Oberwiera (50° 53′ 23,7″ N, 12° 31′ 47,1″ O) | Standort vor einem Bauerngut an der Hauptstraße.     | 1956  |        |
| mehr Fotos \| Fotos hochladen | Stieleiche     | Oberwiera (50° 53′ 21,1″ N, 12° 31′ 51,2″ O) | Standort vor einem Bauerngut an der Meeraner Straße. | 1956  |        |